# アラジンの大冒険
『アラジンの大冒険』（アラジンのだいぼうけん、原題:Aladdin's Arabian adventure）はウォルト・ディズニー・テレビジョンが製作したアメリカ合衆国のテレビアニメ作品。
人気ディズニー映画「アラジン」の続編OVA「アラジン ジャファーの逆襲」のその後を描くテレビシリーズ。
アメリカ合衆国のディズニーチャンネルで1994年2月6日から1995年11月25日まで放送された。日本ではディズニージュニア、テレビ東京、WOWOW、BSフジ、Dlifeでも放送された。1994年4月29日-11月14日に東京ディズニーランドで同名称のスペシャルイベントが開催されたことがある。

## 作品概要
「アラジン」のスピンオフ作品と位置付けられている。
勇敢で機知に富んだアラジンが、聡明で活発なプリンセスのジャスミンや、陽気なランプの精ジーニー、猿のアブー、オウムのイアーゴら元気一杯の仲間たちとともにアグラバーの街を狙う悪者に立ち向かう。

## 登場キャラクター
声は原語版/日本語吹き替え版の順。

### 王宮
アラジン
声 - スコット・ウェインガー / 三木眞一郎
本作の主人公。賢く勇敢で思いやりがあり、仲間たちからは「アル」と呼ばれ慕われている。基本的には正義感が強い反面、ジーニーに頼りきりになったり、それを自分の手柄に調子に乗ることもしばしばある。イアーゴから呆れ返れるほどジャスミンとは相思相愛である。
ジーニー
声 - ダン・カステラネタ / 山寺宏一
魔法のランプに宿っていた陽気な青い魔神。元主人のアラジンとは主従を超えた固い友情で結ばれており、強力な魔法で彼らを手助けする。前作でランプから解放されて自由の身になったが、前作通りにランプで生活する場面も。世界を揺るがすような魔法は使えなくなったが、それでも強い魔力を持っている。
ジャスミン
声 - リンダ・ラーキン / 麻生かほ里
本作のヒロイン。美しく聡明なアグラバーのプリンセス。アラジンの婚約者でもあり、彼の人柄に惹かれている。『ちいさなプリンセス ソフィア』第12話にゲスト出演している。本作では腕っぷしの強さで戦闘にも参加する。気の強い面がより強調され、仲間から疎まれがちなイアーゴの味方をすることが多い。
魔法の絨毯
空飛ぶ魔法のじゅうたん。ゲームが強く、ジーニーを負かすたびに悔しがられる。
アブー
声 - フランク・ウェルカー / 原語版流用
アラジンの相棒のサル。人間の言葉を話すことはできないが、ボディーランゲージ等で意思表示をする。金銀財宝に目がない。イアーゴとコンビを組むことが多く、アラジンを助ける反面、騒動の発端となることもあるなど良くも悪くも相棒同士で、仲間たちのムードメーカー的存在である。
イアーゴ
声 - ギルバート・ゴットフリード / 神谷明
アグラバーの邪悪な大臣・ジャファーの相棒だった極彩色のオウム。流暢に人間の言葉を喋ることができ、口が悪い毒舌家なうえにアブー同様金銀財宝に目がないが、根は優しく憎めない性格である。過去のこともあり周囲とうまく行かずに騒動を起こすこともしばしばあるが、お互い助け合ったり、不器用ながらも仲間を気遣うなどの成長も見られる。主役を務める回も多く、ある出来事がきっかけで雌鶏のサンドラと恋仲になる。
サルタン
声 - ヴァル・ベティン / あずさ欣平
アグラバー国王で、ジャスミンの父。善良で国王としての責任感も強いが、子供っぽく騙されやすい一面もある。
ラジャー
声 - フランク・ウェルカー / 原語版流用
ジャスミンのペットの巨大な虎。
ラズール
声 - ジム・カミングス / 屋良有作
アグラバーの衛兵隊長。本作でもサルタンやジャスミンに対する忠誠心は厚い反面、アラジンを「ドブネズミ」呼ばわりしたり頻繁に因縁をつけたりするが、ある難事件に巻き込まれた際はアラジンたちに協力することもある。

### その他の登場キャラクター
アビス・マル
声 - ジェイソン・アレクサンダー / 安原義人
『アラジン ジャファーの逆襲』から登場する盗賊。ケチで自分勝手な性格のため、部下からもよく思われていない。一度メカニクルスと組んだことがある。当シリーズではハロードという黒人の部下がいる。
モーゼンラス
声 - ジョナサン・ブランディス / 松本保典
本作のみに登場するアラジンの敵であり、アラジンと近い年恰好の青年。手下のクセルクスという宙に浮かぶウナギを引き連れている。
先代の王を殺して黒い砂漠の支配者になった。陰険な野心家であり、イアーゴにはジャファーによく似ていると言われている。
右腕を犠牲にして闇の魔力を操るガントレットを入手し、右腕に着用した手袋は、血と肉を失って骨だけとなった右腕（第49話で、アラジンにその事実を知られてしまう）を隠すためである。加えて、ジーニーにさえ使うことのできない、死者蘇生の魔法を使いこなす実力をもつ恐ろしい魔法使いだが、その力と引き換えに病弱で寿命も短い。
サディーラ
声 - ケリー・マーティン / 渡辺美佐
アラジンに片思いする孤児の少女。アラジンに兵隊に追われていたところを助けられて以来、アラジンの心を手に入れたいと思っている。
地下にある魔女の祭壇に偶然落ちて、砂を操る古代の魔女の力を手に入れて以降、それらを利用して魔神を操ったりジャスミンと入れ替わったりと様々な策を用いる。
ジャスミンを敵視している一方「いなくなってほしいけど、死んでほしいわけではない」という発言もしており、砂の魔神が暴走しジャスミンを殺そうとした際には魔神を支配するペンダントを自ら破壊して事態の収束を図るなど、最低限の良心は持っているようで、その為ある事件でアラジン達から疑われた際、恋敵であるジャスミンから弁護された。
「盗賊王の伝説」にアラジンとジャスミンの結婚式の参列者として登場している。
メカニクルス
声 - チャーリー・アドラー / 仲木隆司
本作のみに登場するアラジンの敵。ギリシャ出身で、優れた頭脳で色々な発明をしており、それらを駆使してアグラバーを危険な目に合わせている。しかしかなり神経質な綺麗好きで、その性格をアラジン達に利用されて敗北したことがある。
ミラージュ
声 - ビビ・ニューワース / 小宮和枝
本作のみに登場するアラジンの敵。エジプト神話のバステト神のように猫のような頭をした魔女。賢者ファシールの恋人だったが悪の道に走り、愛の感情を嫌っている。幻術などの魔法を使ってアラジンとジャスミンの愛を引き裂き、アグラバーを支配しようとする。エル・ハティブという怪物の軍団を作り、7年に一度の満月が3日続く時に子供をさらって怪物に変えてしまう。
アマール
声 - ジェフ・ベネット / 大塚芳忠→青森伸（子供時代:佐藤智恵）
本作のみに登場するアラジンの幼馴染。アラジンが幼い頃、ミラージュにさらわれて行方不明になった。
青年になったアラジンが再会した時には怪物に姿を変えていて、アラジンたちに襲いかかる。
人間らしい心もほとんど失われていたが、心の奥底でアラジンを覚えていた。戦いの後、人間らしい行動をとれば人の姿に戻ることが分かり、アラジンに別れを告げて長い旅に出た。
ワヒード
声 - ヴァレリー・パパス / 折笠愛
アラジンに憧れる孤児の少年。
アジーズ
声 - マイケル・ベル / 田の中勇
本作のみに登場するアラジンの敵。何年も前、スリをさせるために捕まえたアブーを庇って仲間入りしたアラジンと古代の魔法の宝石を盗もうとしたが、遺跡に閉じ込められて魔力を持つ緑色のゴブリンになった。アラジンと和解して人間に戻った仲間のミノアとファティーマ（吹き替え：さとうあい）を裏切り、アグラバーを支配しようとした。アラジンとアズールを魔法の手錠で繋ぎ、協力し合った二人に敗れる。
サリーン
声 - ジュリー・ブラウン / 久川綾
本作のみに登場するアラジンの敵。人魚の魔女であり、アルマンドという名前のタコを連れている。アラジンに心を奪われ、ジャスミンを波に閉じ込めた隙に心変わりさせようとする。
イーデン
声 - ヴァレリー・パパス / かないみか
ジーニーのガールフレンドのランプの魔神。孤児の少女のガンディに仕えている。ガンディの三つ目の願いで「ずっと一緒にいて欲しい」と願われ、ジーニーといつかの時代で結ばれることを誓う。
ガンディ
声 - デビ・デリーベリー
彼女はエデンの所有者です
サンドラ
声 - キャンディ・ミロ
イアーゴのガールフレンド。世界中に雨を降らす熱帯鳥の精霊。お守りのペンダントで雨を降らすことができる。
ムクタール
声 - ジョン・カーサー / 飯塚昭三
ランプの魔神を狩る種族の最後の生き残り。サウルスという怪鳥を飼っている。ジーニーの昔の主人だったアジャドに雇われてジーニーを捕獲した。モーゼンラスにも雇われてジーニーを捕まえたが、アラジンに味方した。
アヤム・アグール
声 - ハミルトン・キャンプ
本作のみに登場するアラジンの敵。死者の世界の公爵。不死の魔術師でもあり、美しい女魔術師を我が物にしようとして返り討ちにされ、魔法のペンダントに閉じ込められていた。ペンダントを見つけたジャスミンを我が物にしようとするが、アラジンたちに敗れて死者の世界に送り返されて以来、復讐を誓っている。
フリジード
声 - ダン・カステラネタ / 桑原たけし
本作のみに登場するアラジンの敵。氷の宮殿に住んでいる氷の悪魔。
ネフィア
声 - ルネ・オーベルジョノワ / 緒方賢一
インプ族の建設作業員。金儲けに目がない悪党。
ヒプソデス女王
声 - ケイト・マルグルー→ジェニファー・ ダーリン
女戦士の国ガリラムの支配者。ジャスミンを女戦士にしようとアグラバーに来たが、サルタンに恋をする。
キンブラ女王
声 - リンダ・ゲイリー
動物たちが住む秘密の谷の支配者。動物を狩ったり、宝石を掘って自然を壊す人間を嫌っている。
カリフ・カポク
声 - ティム・カリー / 肝付兼太
アプアニスタンの支配者。魔法によって、冷酷で賢い頭と心優しい体に分かれている。
デスダンテ
ジャファーさえも警戒する7つの暗黒の砂漠の支配者だったが、養子のモーゼンラスに裏切られてミイラの奴隷にされた。
カオス
声 - マット・フリューワー / 千葉繁
混沌の化身。全知全能の力を持つ空飛ぶ青い猫。真面目な人間や予定調和のものが嫌いで、悪いアラジンとジーニーを作り出してアグラバーを破壊させ、ミラージュがアグラバーを救うように仕向けた。
ドミナス・タスク
声 - ジム・カミングス / 郷里大輔
世界最強の戦士を目指しているミノタウロス。魔法は使わないが、ジーニーも勝てないほど強い戦士。アグラバーの支配を賭けてアラジンに戦いを挑み、メカニクルスの機械を使ったワヒードに敗れた。巨大化してアグラバーを襲い、古代の魔法の鎧を持ち出したサルタンに殺される。

## スタッフ
- アニメーション制作 - ウォルト・ディズニー・アニメーション・ジャパン、あにまる屋、タマ・プロダクション
- アニメーション制作（海外） - ウォルト・ディズニー・アニメーション・オーストラリア、ワン・フィルム・プロダクション（英語版）（台湾）、ケネディ漫画（カナダ）、トゥーンシティアニメーション（英語版）（フィリピン）、ムービングイメージインターナショナル（フィリピン）、ソヌアニメーション（英語版）（韓国）、ギマラエスプロダクション（ブラジル）、Jaime Diaz Productions（アルゼンチン）
- アニメーション制作協力 - Jade Animation（中国香港）、中村プロダクション、スタジオロビン、スタジオキャッツ、ライトフット、高橋プロダクション、パシフィックリムプロダクション（中国）、スタジオ風雅

### 日本語吹き替え版スタッフ
- 翻訳 - 高間俊子[1]
- 演出 - 岡本和
- 録音制作 - グロービジョン[2]

## サブタイトル
日本での話数Aはディズニーチャンネル及びディズニージュニア放送順、話数BはWOWOW放送順のため、アメリカ放送時の順とはそれぞれ異なる。テレビ東京のディズニータイム放送時とも異なるが（邦題はWOWOW版と同じ）、それ以前は不明。
| 話数A | 話数B | 話数 | サブタイトル (ディズニーチャンネル) | サブタイトル (WOWOW)         | サブタイトル                     | 放送日 （WOWOW） |
| --- | ----- | ---- | ----------------------------------- | ---------------------------- | -------------------------------- | ---------------- |
| 1 | 3     | 10   | 大盗賊 アビス・マル                 | 大盗賊 アビス・マル          | Air Feather Friends              | 1995年11月7日    |
| 3つのつむじ風がアグラバーの市場を襲撃し、宝石と現金が盗まれてしまう。 |       |      |                                     |                              |                                  |                  |
| 2 | 33    | 26   | アラジンはおくびょう者?             | アラジンはおくびょう者?      | The Flawed Couple                | 1996年2月19日    |
| 3 | 4     | 31   | 氷の魔王フリジード                  | 氷の魔王フリジード           | Of ice and Men                   | 1995年11月8日    |
| 4 | 5     | 2    | 泥の怪人                            | 泥の怪人                     | Mudder's Day                     | 1995年11月9日    |
| アラジンたちがオアシスへ行くために砂漠を移ると、偽のオアシスに迷い込む。そこで泥の怪人アル・ムディに出会う。 |       |      |                                     |                              |                                  |                  |
| 5 | 6     | 33   | サソリ大王の兜                      | サソリ大王の兜               | Caught by the Tale               | 1995年11月10日   |
| 6 | 7     | 3    | イアーゴの恋                        | イアーゴの恋                 | Fowl Weather                     | 1995年11月13日   |
| 果樹園を救うためには水が必要なため、アラジンたちは雨の森に出発し、サンドラという女王に出会う。 |       |      |                                     |                              |                                  |                  |
| 7 | 8     | 59   | 怪獣のタマゴをとりかえせ!           | 怪獣のタマゴを とりかえせ!   | Egg-stra Protection              | 1995年11月14日   |
| 8 | 9     | 8    | モンスターはダンスがお好き          | モンスターは ダンスがお好き  | Never Say Nefir                  | 1995年11月15日   |
| 9 | 10    | 44   | 魔法使いモーゼンラス                | 魔法使いモーゼンラス         | The Citadel                      | 1995年11月16日   |
| 10 | 11    | 34   | 人魚姫にご用心!                     | 人魚姫にご用心!              | Elemental, My Dear Jasmine       | 1995年11月17日   |
| 11 | 12    | 7    | アブーは反抗期                      | アブーは反抗期               | To Cure a Thief                  | 1995年11月20日   |
| 12 | 13    | 50   | モーゼンラスの新兵器                | モーゼンラスの新兵器         | The Wind Jackals of Mozenrath    | 1995年11月21日   |
| 13 | 16    | 37   | ゲーム大会は命がけ                  | ゲーム大会は命がけ           | The Game                         | 1995年11月24日   |
| 14 | 15    | 18   | アラジンに一目惚れ                  | ジャスミンがさらわれた!）    | Strike Up the Sand               | 1995年11月23日   |
| 15 | 14    | 1    | 謎のメカ昆虫                        | 虫ロボットをやっつけろ!      | Getting the Bugs Out             | 1995年11月22日   |
| 敵国からロボットのメカ昆虫が現れ、アグラバーを襲撃するところをアラジンが止める。 |       |      |                                     |                              |                                  |                  |
| 16 | 17    | 21   | 女盗賊ジャスミン?!                  | 女盗賊ジャスミン?!           | Forget Me Lots                   | 1995年11月27日   |
| 17 | 19    | 51   | ヒーローになりたい!                 | ヒーローになりたい!          | A Clockwork Hero                 | 1995年11月29日   |
| 18 | 20    | 6    | 恐怖のムカデ                        | 恐怖のムカデ                 | My Fair Aladdin                  | 1995年11月30日   |
| 19 | 21    | 25   | 月夜の宝物                          | ジャスミンのデート           | Moonlight Madness                | 1995年12月1日    |
| 20 | 22    | 20   | 催眠術ロボットを倒せ!               | 催眠術ロボットを倒せ!        | I Never Mechanism I Didn't Like  | 1996年2月2日     |
| 21 | 23    | 5    | アブーはヒーロー?                   | アブーはヒーロー?            | Much Abu About Something         | 1996年2月5日     |
| 22 | 24    | 12   | プリンセスはネズミちゃん            | プリンセスはネズミちゃん     | Do the Rat thing                 | 1996年2月6日     |
| 23 | 26    | 53   | チーズの王国                        | チーズの王国                 | Stinker Belle                    | 1996年2月8日     |
| 24 | ?     | ?    | 狙われた王国アグラバー              | ?                            | Secret of Dagger Rock            |                  |
| 25 | 28    | 61   | アラジンの頭をとりもどせ!           | アラジンの頭をとりもどせ!    | Heads, You Lose                  | 1996年2月12日    |
| 26 | 42    | 30   | イアーゴ、石になる                  | イアーゴ、石になる           | The Day the Bird Stood Still     | 1996年3月1日     |
| 27 | 30    | 23   | 王女になった街娘サディーラ          | ジャスミンはニセもの?        | Sand Switch                      | 1996年2月14日    |
| 28 | 31    | 16   | 伝説の巨大グモ                      | 地底王国の冒険               | Web of Fear                      | 1996年2月15日    |
| 29 | 34    | 42   | 天国への扉                          | 天国への扉                   | The Sands of Fate                | 1996年2月20日    |
| 30 | 35    | 27   | イアーゴの天気予報                  | イアーゴの天気予報           | Rain of Terror                   | 1996年2月21日    |
| 31 | ?     | 36   |                                     |                              | Smolder and Wiser                |                  |
| 32 | 36    | 11   | 王様はごきげんナナメ                | 王様はごきげんナナメ         | Bad Mood Rising                  | 1996年2月22日    |
| 33 | 1     | 74   | あの日のアラジン パート1            | あの日のアラジン パート1     | Seems Like Old Crimes - Part One | 1995年11月3日    |
| 34 | 2     | 75   | あの日のアラジン パート2            | あの日のアラジン パート2     | Seems Like Old Crimes - Part Two | 1995年11月6日    |
| 35 | 38    | 15   | ジーニーのガールフレンド            | 恋におちたジーニー           | Some Enchanted Genie             | 1996年2月26日    |
| 36 | 39    | ?    | アグラバーが消えた?!                | アグラバーが消えた?!         |                                  | 1996年2月27日    |
| 37 | 40    | 62   | イアーゴのアリ退治                  | イアーゴのアリ退治           | The Love Bug                     | 1996年2月28日    |
| 38 | 41    | 13   | 煙の怪人 スモーク・デーモン         | 煙の怪人 スモーク・デーモン  | The Vapor Chase                  | 1996年2月29日    |
| 39 | 27    | 46   | 魔法のクリスタル                    | 魔法のクリスタル             | The Secret of Dagger Rock        | 1996年2月9日     |
| 40 | 43    | 41   | 大魔人イアーゴ                      | 大魔人イアーゴ               | Power to the Parrot              | 1996年3月4日     |
| 41 | 44    | 29   | アラジン対トカゲ軍団                | アラジン対トカゲ軍団         | That Stinking Feeling            | 1996年3月5日     |
| 42 | 45    | 66   | ドラゴンの兄弟                      | ドラゴンの兄弟               | The Lost Ones                    | 1996年3月6日     |
| 43 | 46    | 47   | 化け猫をやっつけろ!                 | 化け猫をやっつけろ!          | In the Heat of the Fright        | 1996年3月7日     |
| 44 | 47    | 24   | アグラバー建国記念日物語            | アグラバーの未来を救え!      | Lost and Founded                 | 1996年3月8日     |
| 45 | 48    | ?    | アラジンはドジばかり?               | アラジンはドジばかり?        | ?                                | 1996年3月11日    |
| 46 | 49    | 55   | 眠れぬ森のアラジン                  | 眠れぬ森のアラジン           | Shadow of a Doubt                | 1996年3月12日    |
| 47 | 50    | 45   | ジーニーはエンターテイナー          | ジーニーはエンターテイナー   | Snowman is an Island             | 1996年3月13日    |
| 寒い吹雪の中で、アラジンたちはスノーマンの城を見つける。城の中に入ると、そこには1匹のイエティがいた。イエティは、アラジン、ジャスミン、アブー、イアーゴを城の中に通す代わりとし、自分自身を楽しませるためにアラジンと遊ぶことになる。そのため、ジーニー、イアーゴ、アブーはイエティを楽しませるためにパーティーのように盛り上げる。補足：ボンカーズのボンカーズ・D・ボブキャットがカメオ出演。瓶の中でジーニーが自分の頭だけボンカーズに変身している。 |       |      |                                     |                              |                                  |                  |
| 48 | 51    | 14   | 狙われたジャスミン                  | 狙われたジャスミン           | Garden of Evil                   | 1996年3月14日    |
| 49 | 53    | 72   | 幻の太陽の都                        | 幻の太陽の都                 | The Lost City of the Sun         | 1996年3月18日    |
| 50 | 54    |      | ジーニーは本日休業                  | ジーニーは本日休業           | Plunder the Sea                  | 1996年3月19日    |
| 51 | 55    | 73   | 悪のジーニー現わる                  | 悪のジーニー現わる           | As the Netherworld Turns         | 1996年3月20日    |
| 52 | 56    | 9    | 魔法の海の大冒険                    | 魔法の海の大冒険             | Raiders of the Lost Shark        | 1996年3月21日    |
| 53 | 57    | 63   | 呪いのアイテムにご用心              | 呪いのアイテムにご用心       | When Chaos Comes Calling         | 1996年3月22日    |
| 54 | 58    | 28   | アラジンはドラゴン・ナイト          | アラジンはドラゴン・ナイト   | Dune Quixote                     | 1996年3月25日    |
| 55 | 59    | 22   | あぶないプレゼント                  | あぶないプレゼント           | Scare Necessities                | 1996年3月26日    |
| 56 | 60    | 69   | 恐怖の底なし砂漠                    | 恐怖の底なし砂漠             | Black Sand                       | 1996年3月27日    |
| 57 | 61    | 40   | 動物たちの王国                      | 動物たちの王国               | The Animal Kingdom               | 1996年3月28日    |
| 58 | 62    | 49   | 7人のジーニー                       | 7人のジーニー                | The Seven Faces of Genie         | 1996年3月29日    |
| 59 | 63    | 38   | イアーゴ、お金がキライになる        | イアーゴ、お金がキライになる | poor iago                        | 1996年4月24日    |
| 60 | 65    | 65   | 愛しの国王様                        | 愛しの国王様                 | Armored and Dangerous            | 1996年4月26日    |
| 61 | 66    | ?    | 王様の像を取り返せ!                 | 王様の像を取り返せ!          |                                  | 1996年4月29日    |
| 62 | 67    | 78   | アラジンは王様の代理                | アラジンは王様の代理         | The Return of Malcho             | 1996年4月30日    |
| 63 | 68    | 76   | アグラバーが全滅?                   | アグラバーが全滅?            | From Hippsodeth, with Love       | 1996年5月1日     |
| 64 | 52    | 81   | ジーニーの宇宙旅行                  | ジーニーの宇宙旅行           | The Book of Khartoum             | 1996年3月15日    |
| 65 | ?     | ?    | 砂漠のミステリー                    | 砂漠のミステリー             |                                  |                  |
| 66 | 25    | 57   | ジャスミンが結婚?                   | ジャスミンが結婚?            | The Way We War                   | 1996年2月7日     |
| 67 | 32    | 39   | 魔法のスパイス                      | 魔法のスパイス               | The Spice is Right               | 1996年2月16日    |
| 68 | 70    | ?    | 賞金稼ぎアラジン                    | 賞金稼ぎアラジン             |                                  | 1996年5月3日     |
| 69 | 71    | 4    | 盗まれたじゅうたん                  | 空中城の大冒険               | The Prophet Motive               | 1996年5月6日     |
| 70 | 72    | 64   | 誘拐されたジーニー                  | ジーニーは誰のもの?          | Genie Hunt                       | 1996年5月7日     |
| 71 | 73    | 43   | 伝説の勇者 イアーゴ                 | 伝説の勇者 イアーゴ          | Hero with a Thousand Feathers    | 1996年5月8日     |
| 72 | 74    | 48   | 3人の魔女                           | 3人の魔女                    | Witch Way Did She Go?            | 1996年5月9日     |
| 73 | 64    | 79   | 空飛ぶアマゾネス軍団                | 空飛ぶアマゾネス軍団         | The Hunted                       | 1996年4月25日    |
| 74 | 75    | 35   | 砂漠のネズミにご用心                | 砂漠のネズミにご用心         | Beast or Famine                  | 1996年5月10日    |
| 75 | 76    | 19   | 風邪ひきジーニー                    | カゼひきジーニー             | Sneeze the Day                   | 1996年5月13日    |
| 76 | 77    |      | 恐怖の海底宝探し                    | 沈没船の宝物                 | Sea No Evil                      | 1996年5月14日    |
| 77 | 18    | 77   | 子供たちを助け出せ!                 | 子供たちを助け出せ!          | Destiny on Fire                  | 1995年11月28日   |
| 78 | 78    | 67   | 蛇になったジャスミン                | ヘビになったジャスミン       | Eye of the Beholder              | 1996年5月15日    |
| 79 | 79    | 70   | お友達っていいもんだ                | お友達っていいもんだ         | Love at First Sprite             | 1996年11月10日   |
| 80 | 80    | 80   | 大盗賊アラジン                      | 大盗賊アラジン               | Riders Redux                     | 1996年11月10日   |
| 81 | 81    | 52   | 眠れる森のアラジン                  | 眠れる森のアラジン           | Mission Imp possible             | 1996年11月10日   |
| 82 | 82    | 84   | 天の使者エーテル                    | 天の使者エーテル             | The Ethereal                     | 1996年11月10日   |
| 83 | 84    | 58   | ジーニーのラブラブ記念日            | ジーニーのラブラブ記念日     | Night of the Living Mud          | 1996年11月17日   |
| 84 | 83    | 86   | 兄弟ゲンカはホドホドに              | 兄弟ゲンカはホドホドに       | The Great Rift                   | 1996年11月17日   |
| 85 | 85    | 83   | アイツとオレは2人で1人?!            | アイツとオレは2人で1人?!     | Two to Tangle                    | 1996年11月17日   |
| 86 | 86    | 85   | 影を取り返せ!                       | 影を取り返せ!                | The Shadow Knows                 | 1996年11月17日   |
| 原題不明のエピソード |       |      |                                     |                              |                                  |                  |
| ? | 29    | ?    | ?                                   | 海の英雄アラジン             | ?                                | 1996年2月13日    |
| ? | 37    | ?    | ?                                   | 平和の使者アラジン           | ?                                | 1996年2月23日    |
| ? | 69    | ?    | ?                                   | 水晶玉の迷路                 | ?                                | 1996年5月2日     |
| 邦題不明のエピソード |       |      |                                     |                              |                                  |                  |
| ? | ?     | 32   |                                     |                              | Opposites Detract                | ?                |
| アラジンたちがペイリンの旅へ行く途中、気を失ったジンという少年を砂漠見つけ、救出する。 |       |      |                                     |                              |                                  |                  |
| ? | ?     | 60   |                                     |                              | A Sultan Worth His Salt          | ?                |
| ? | ?     | 68   |                                     |                              | Shark Treatment                  | ?                |
| アラジンは、サリーンという魔女にサメに変える呪いに掛けられてしまう。この呪いを解くために、ジーニー、アブー、イアーゴはネックレスを見つけなければならない。 |       |      |                                     |                              |                                  |                  |
| ? | ?     | 82   |                                     |                              | While the City Snoozes           | ?                |
| ? | ?     | 71   |                                     |                              | Vocal Hero                       | ?                |
| ? | ?     | 56   |                                     |                              | Smells Like Trouble              |                  |

## 放送局
- ディズニーチャンネル→ディズニージュニア(2012年10月より)※英語版も放送
- テレビ東京系列
- WOWOW※初回放送時は『アラジン』、再放送後は『アラジンの大冒険』に改題。
- BSフジ→Dlife

## 主題歌
- オープニング「アラビアン・ナイト」

歌 - 三浦慎也（オリジナル版ではブルース・アドラー）
歌詞は映画の続編OVA『ジャファーの逆襲』と同じだが、テレビシリーズの日本語版ではオリジナルにある台詞「さあ行くぞ！（Here We Go!）」が存在しない。
- エンディング「アラビアン・ナイト（インストゥメンタル）」

30秒で演奏されているエンディングテーマ。日本語版エンディングでは日本語吹き替え版キャスト・スタッフが挿入されているため、少し尺が長い。

## VHS・LD
- 魔宮の対決 - 「アブーは反抗期」、「恐怖のムカデ」を収録。
- がんばれジーニー - 「盗まれたじゅうたん」、「泥の怪人」を収録。
- アラジン危機一髪 - 「魔法のスパイス」、「イアーゴの恋」を収録。
- アラジン絶体絶命 - 「謎のメカ昆虫」、「天国への扉」を収録。
- ジーニーを救え! - 「アラジン対謎の魔法使い」、「暗黒の支配者、モーゼンラス」を収録。
- ムーンライト・マジック - 「月夜の宝物」、「ジーニーのガールフレンド」を収録。

### 新アラジンの大冒険
2つは同時発売だった。
- 王宮対決編 - 「アグラバー建国記念日物語」、「伝説の巨大グモ」を収録。
- 海底対決編 - 「誘拐されたジーニー」、「恐怖の海底宝探し」を収録。

### プリンセス・コレクション ジャスミン
- 本当の宝物 - 「狙われたジャスミン」、「人魚にご用心」を収録。
- プリンセスの願い - 「プリンセスはネズミちゃん」、「王様はごきげんナナメ」を収録。
- 勇敢なプリンセス - 「狙われた王国アグラバー」、「謎の使者エテール」を収録。
- アラジンは誰のもの? - 「アラジンに一目惚れ」、「王女になった街娘サディーラ」を収録。

## ディズニープリンセス(DVD)
- プリンセスの贈りもの - 「王様はごきげんナナメ」を収録。
- 夢見るパジャマ・パーティー - 「王女になった街娘サディーラ」を収録。
- 魔法にかかったプリンセス - 「ヘビになったジャスミン」を収録。
- プリンセスの願いごと - 「ジーニーの宇宙旅行」を収録。
- 本当の宝物 - 「人魚姫にご用心」、「プリンセスはネズミちゃん」、「狙われたジャスミン」を収録。

## その他
- ディズニージュニアでは英語音声のみの放送もされる。
- ディズニージュニアでは38話までの折り返し放送（2012年12月現在）。

## 関連作品
- アラジン 1992年
- アラジン ジャファーの逆襲 1994年
- アラジン完結編 盗賊王の伝説 1996年